# UR-144
UR-144（也称TMCP-018，KM-X1，MN-001，YX-17）是一种含氮有机化合物，分子式C21H29NO，由美國雅培公司开发，可作为大麻素受体2的完全激动剂。